# رباط‌کریم
رَباط‌کریم مرکز شهرستان رباط‌کریم در استان تهران است. از دلایل اصلی رشد و شکل‌گیری رباط کریم، واقع شدن این شهر بر سر راه جاده ابریشم و راه زیارتی خراسان به بغداد می‌توان اشاره کرد و از طرفی بعد از این که آقامحمدخان قاجار، تهران را به پایتختی انتخاب و به عمران و آبادی آن همت گماشت و تهران مرکز امور دولتی و حکومتی شد. نبرد رباط‌کریم به رهبری حیدرقلی‌خان لطیفیان در اطراف این منطقه اتفاق افتاده است.

## تاریخ

### نبرد رباط‌کریم
در طی اشغال ایران در جنگ جهانی اول، بخشی از نیروهای ارتش امپراتوری روسیه با هدف تصرف مقر حکومت (پایتخت) و تصرف تهران، در قزوین چادر زدند. به طوری تهدید وحشتناک بود که احمدشاه و درباریان تصمیم گرفتند پایتخت را منتقل کنند تا از نیروهای روس فاصله گیرند. اما  تصمیم سران مشروطه بر آن شد که برای حفظ ایران، سلطنت (احمدشاه) در تهران بماند و دولت موقت (کابینه نخست وزیر دولت مشروطه) به اصفهان منتقل شود. نیروهای روس هم تا فهمیدند که دولت مشروطه که نهاد تصمیم گیری های کل کشور است از تهران حرکت کرده، برای نابودی حاکمیتی ایران  که در طی آن ایران زیرمجموعه امپراتوری روسیه می شد، به سمت قم حرکت کردند تا جلوی راه را گرفته و حاکمیت ایران از بین برود.
در این راستا، نیروهای مقاومت از میان مردم تهران و اطراف، به فرماندهی حیدر لطیفیان در منطقه ای در اطراف روستای رباط کریم، در برابر نیروهای روس ایستادگی کردند تا دولت مشروطه در اصفهان قرار گیرد و سلطنت مشروطه قاجار در تهران باقی بماند. ایستادگی آن ها اگرچه تلفات داشت و هنگ های ارتش روسیه مجدد حرکت کردند، اما از انحلال کشور ایران جلوگیری شد. این نبرد بعدها به نبرد رباط‌کریم شهرت یافت.

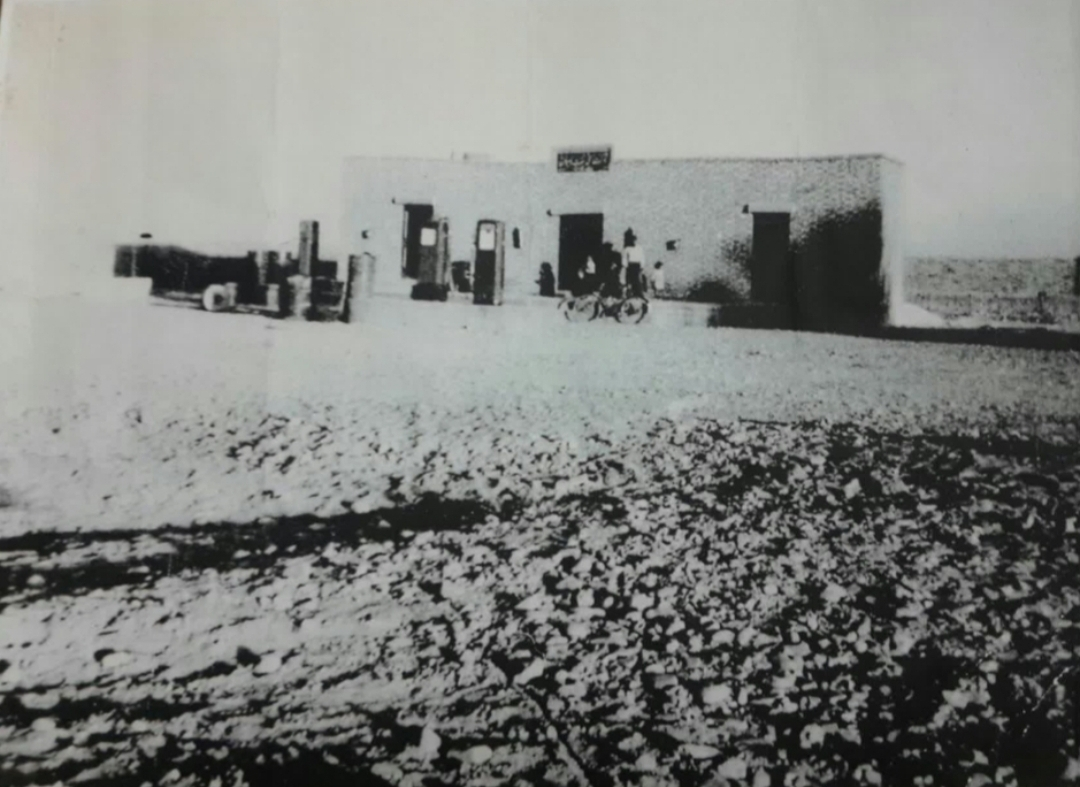
پمپ بنزین دهقان در رباط کریم ۱۳۳۰

## موقعیت جغرافیایی و مسیریابی

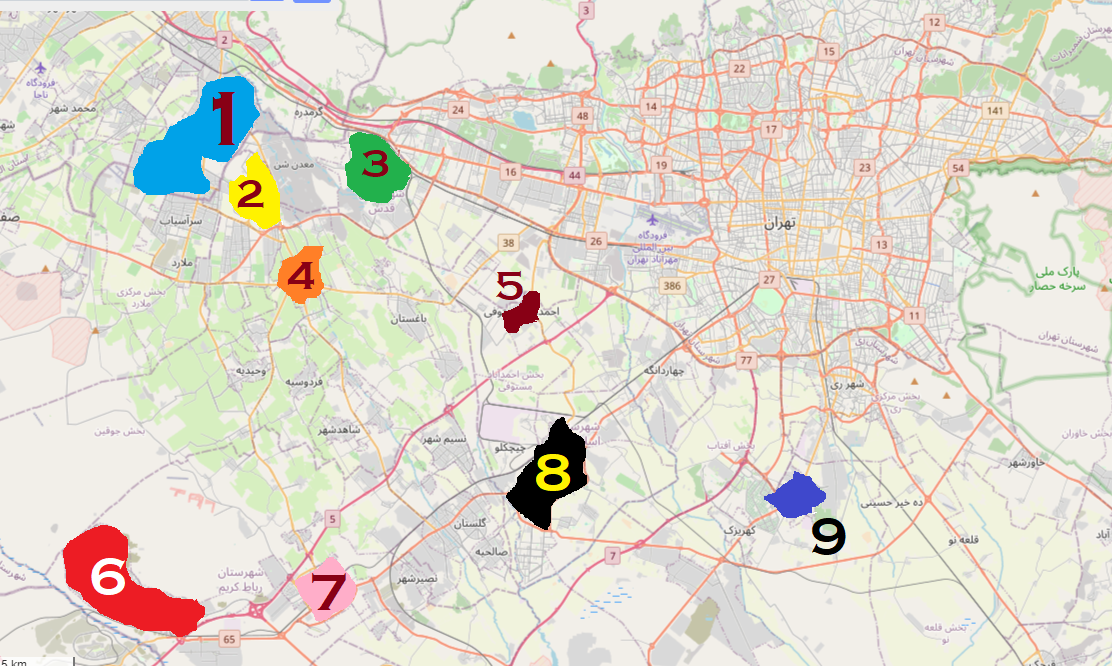
موقعیت برخی از شهرهای حاشیه‌ای جنوب، جنوب غرب و غرب نزدیک تهران ۱- فردیس ۲- اندیشه ۳- شهر قدس ۴- شهریار ۵- احمد آباد مستوفی ۶- پرند ۷- رباط کریم ۸- اسلامشهر ۹- باقر شهر

شهرستان رباط کریم در جنوب غربی استان تهران واقع شده و با وسعتی معادل ۲۷۵ کیلومترمربع در طول جغرافیایی ۵۱:۴ و عرض جغرافیایی ۳۵:۲۸ قرار گرفته و ارتفاع آن از سطح دریا ۱۱۰۰ متر می‌باشد. این شهرستان از شمال به شهرستان شهریار از جنوب به شهرستان‌های ری و اسلامشهر از شرق به شهرستان بهارستان و از غرب به شهرستان زرندیه از توابع استان مرکزی محدود است.
از جهت دسترسی و مسیریابی شهر رباط کریم در فاصله ۲۵ کیلومتری آزادراه تهران-ساوه قرار دارد.
دسترسی‌های جاده ای به رباط کریم علاوه بر اتوبان تهران-ساوه از طریق اتوبان تهران-قم و جاده ساوه (جاده قدیم تهران-ساوه) و همچنین از سمت کرج (استان البرز) نیز با گذشتن از شهریار و عبور از جاده رباط کریم-شهریار امکان‌پذیر است.
از طریق سیستم حمل و نقل ریلی نیز دسترسی به این شهر، با وجود ایستگاه راه‌آهن رباط کریم که در مسیر ریلی تهران خرمشهر واقع شده‌است، امکان‌پذیر است.

## اقلیم آب و هوایی رباط کریم
در مورد اقلیم منطقه با توجه به اینکه ارتفاع رباط کریم از سطح دریا۱۱۰۰ متر ثبت شده‌است؛ میزان بارش سالانه حدود ۲۰۰ میلی‌متر و حداکثر درجه حرارت این شهر ۴۴ درجه سانتی گراد و حداقل دما ۲۰- درجه سانتی گراد که با متوسط دمای ۱۶ درجه سانتی گراد و همچنین به علت ارتفاع پایین و مجاورت با مناطق کویری قم و دریاچه نمک از اقلیم نیمه بیابانی برخوردار بوده و تابستان‌هایی گرم و زمستان‌هایی سرد دارد. همچنین رشته کوه‌هایی کم ارتفاع در قسمت جنوب غرب رباط کریم در محدوده روستای شهرآباد قرار گرفته‌است که بلندترین قله آن معروف به تخت رستم با ارتفاع ۱۲۱۰ متر از سطح دریا می‌باشد.

## جمعیت رباط کریم
براساس سرشماری عمومی نفوس و مسکن سال ۱۳۹۵ جمعیت شهرستان رباط کریم ۲۹۱۵۱۵ نفر اعلام شده‌است. از این تعداد ۱۰۵۳۹۳ نفر در شهر رباط کریم ۲۸۶۳۳ در نصیرشهر ۹۷۳۶۳ نفر در شهر جدید پرند و ۶۰۰۱۴ نفر در روستاهای تابعه ساکن هستند.

## بقاع رباط‌کریم
1. امامزاده عمادالدین در شهر رباط‌کریم
2. امامزاده محمد تقی در شهر رباط‌کریم
3. لوط پیغمبر در پیغمبر از بخش منجیل آباد
4. امامزاده علی اصغر در آلارد
5. امامزادگان هادی و مهدی در یقه از بخش منجیل آباد
6. امامزاده عین و غین در وهن آباد
7. آرامگاه حیدرقلی‌خان لطیفیان (از فرماندهان ایرانی جنگ جهانی اول) در وهن‌آباد
8. امامزاده ابوطالب آدران

## اماکن تاریخی
1. امامزاده علی اصغر آلارد
2. باغ موزه امارت اربابی آلارد
3. تپه‌های تاریخی کیکاور
4. قلعه سنگی
5. کاروانسرای فتحعل شاهی
6. یخدان‌های رباط‌کریم
7. آسیاب آبی رباط‌کریم
8. تپه‌های تاریخی روستای یقه
9. منزل بشر شیرازی
10. کرر مشتی ممد
11. تپه تاریخی ده حسن

## امکانات
- راه‌آهن سراسری شمال جنوب و غرب به شرق
- کارخانه بیسکویت گرجی در مرکز شهر
- بزرگراه‌های تهران- ساوه، جاده قدیم تهران-ساوه، تهران قم، کمربندی سوم تهران
- ۶ شهرک صنعتی دولتی و خصوصی
- شهر جدید پرند پایتخت مسکن مهر ایران
- مجموعه ورزشی استاد ارسنجانی رباط کریم
- صندوق ذخیره انقلاب اسلامی رباط کریم
- مجتمع تجاری تفریحی سارا
- سالن ورزشی زنده یاد محمدی
- کتابخانه اخوان
- کتابخانه زنده یاد محمدی
- سرای محله

## مراکز آموزشی
- مدرسه علیرضا محسن -  خیابان فرهنگ
- مدرسه امیر سفیداری - داوودیه
- دانشگاه استاد طالقانی - شیریندر
- دانشگاه آزاد اسلامی - واحد رباط‌کریم
- دانشگاه علمی کاربردی علوم و فنون هوایی
- مهد و پیش دبستانی پگاه
- دانشگاه آزاد اسلامی - واحد پرند
- مجتمع آموزشی غیر دولتی پسرانه شهدا
- مجتمع آموزشی غیرد-ولتی دخترانه گلهای بهشت
- دانشگاه پیام نور- واحد رباط‌کریم
- دانشگاه علمی کاربردی تلاونگ
- آموزشگاه آزاد فنی و حرفه ای نوین گل
- آموزشگاه موسیقی سوآن - داوودیه
- دبیرستان علمی و کاربردی شهید احمد طاهری وحید
- دبرستان دوره دوم نمونه دولتی حضرت فاطمه الزهرا
- دبیرستان دوره اول زنده یاد الویری
- دبستان غیردولتی پسرانه شهدا
- دبستان غیردولتی دخترانه گلهای بهشت
- دبیرستان دوره دوم نمونه دولتی استاد مطهری
- دبیرستان دوره دوم شاهد کوثر
- دبیرستان دوره اول و دوم تیزهوشان علامه حلی
- دبیرستان دوره اول و دوم تیزهوشان فرزانگان
- دبیرستان دوره اول شاهد بهشت
- دبیرستان غیردولتی پسرانه شهدا دوره اول و دوم
- دبیرستان غیردولتی دخترانه گلهای بهشت دوره اول

## مراکز درمانی
بیمارستان دولتی حضرت فاطمه زهرا
درمانگاه شبانه روزی رباط کریم
مرکز مشاوره روانشناسی مهراد
درمانگاه مهرآفرین رباط کریم
مجتمع دندانپزشکی دکتر بیگدلی
کلینیک درمان سوء مصرف مواد شهریار(پرند)
پایگاه بهداشت سعادتمندی
ساختمان پزشکان (پرند)
پایگاه بهداشت شهید شاطریان
درمانگاه مهر (پرند)

## بنا های تاریخی رباط کریم

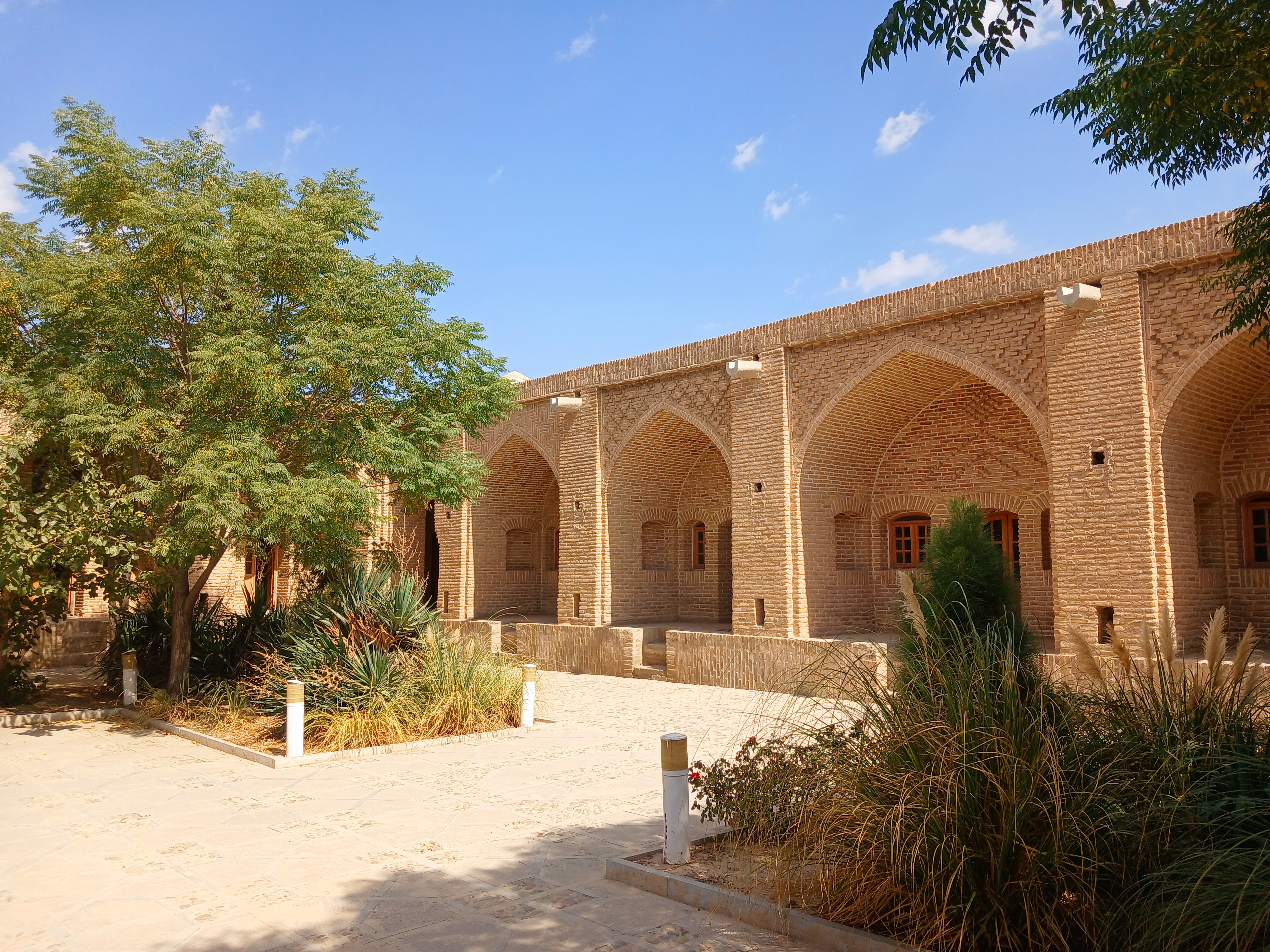
کاروانسرای فتحعلیشاهی حاج کمال
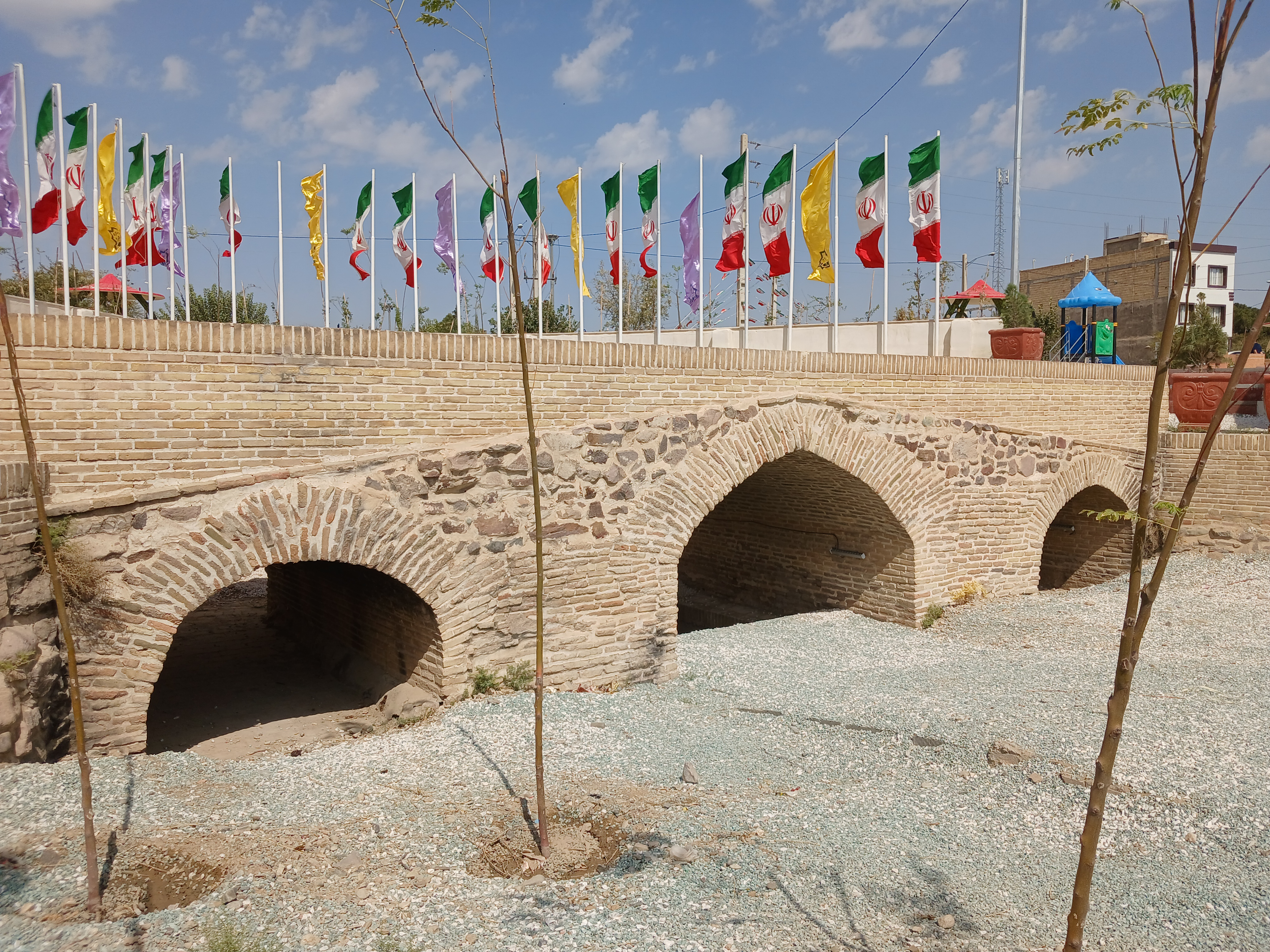
پل بازارک
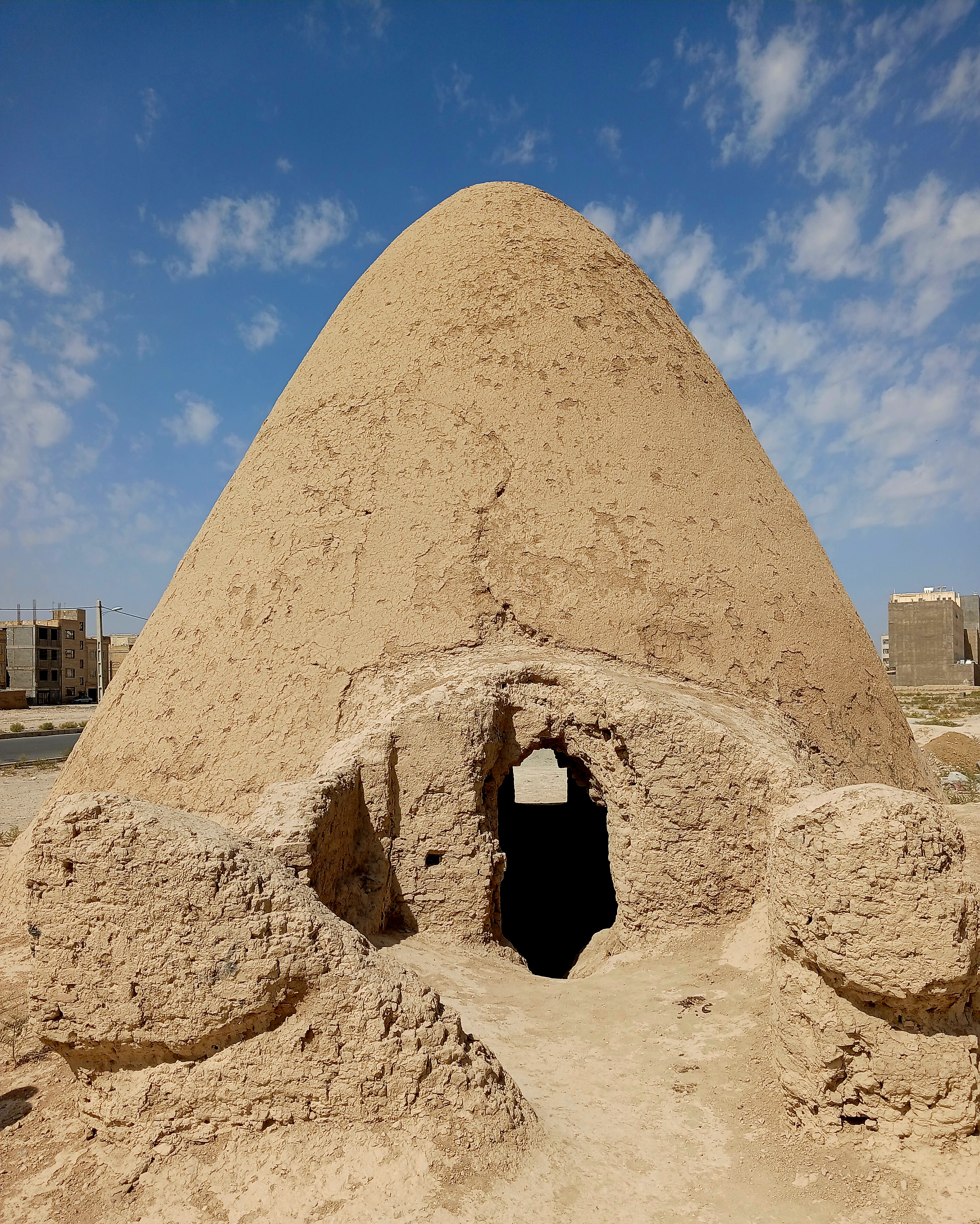
یخچال (معماری) تاریخی در بخش قدیمی شهر